# Barro (Spagna)
Barro è un comune spagnolo di 3 380 abitanti situato nella comunità autonoma della Galizia.